# コンスタンティヌフ・ウツキ線
コンスタンティヌフ・ウツキ線（コンスタンティヌフ・ウツキせん、ポーランド語: Tramwaje w Konstantynowie Łódzkim）は、かつてポーランドのウッチ県に存在した鉄道路線。ウッチ県の県庁所在地である大都市のウッチと近隣都市を結んでいた郊外鉄道の1つで、ルトミエルスクの延伸が実施されたことからルトミエルスク線とも呼ばれていた。第二次世界大戦後はウッチの路面電車であるウッチ市電の一部として運用されていたが、2019年をもって一時廃止された。その後、コンスタンティヌフ・ウツキまでの区間については再度整備が行われており、2024年に営業運転を再開している。

## 歴史
1898年に最初の路面電車（ウッチ市電）が開通したウッチでは、20世紀初頭から路面電車と接続し郊外地域を結ぶ電化鉄道が多数開通した。その中でウッチの西側に位置するコンスタンティヌフ・ウツキへ向かう路線が開通したのは1911年で、1929年には更に西側のルトミエルスクへの延伸が実施された。これらの電化鉄道は開通当初から1948年まで運輸省が管理するウッチ電気通勤鉄道（Łódzkie Elektryczne Koleje Dojazdowe、ŁWEKD）によって運営され、当時のウッチ市電よりも大型のボギー車が使用されていた。軌間についてはウッチ市電と同じ1,000 mmであったが、当初は直通運転は実施されず、ウッチと近隣地域の境界となる駅で乗り換える形が用いられた。
その後、1947年にルトミエルスク方面の路線を含めた郊外路線はウッチ市の管理下に置かれた後、1948年に実施された国有化の際にウッチ市電を運営していた事業者との合併が行われた。それ以降、これらの郊外路線はウッチ市電の路線網に内包され、「43号線」として運営されるようになった。車両については、開通時に使用されていたボギー車は1960年までに営業運転から撤退し、代わりにウッチ市電の2軸車（コンスタル5N）が営業運転に用いられるようになった。
それ以降は車両交換が可能な信号所の整備が実施されたものの、ポーランドの社会主義時代は車両や施設の大規模な更新は行われなかった。だが、1989年のポーランドの民主化を機にしたウッチ市電の運営組織の民営化の中で、郊外路線については路線の維持を目的として新たに会社を設立し、それらに分割する事となった。そして、ルトミエルスク方面の路線については1994年から郊外路面電車会社（Tramwaje Podmiejskie Sp. z o.o.、TP）が運営する事となった。車両については民営化直前の1990年に、従来の2軸車がウッチ市電の他の系統から転属した連接車（コンスタル803N）やドイツ・ビーレフェルトのビーレフェルト市電から譲渡された連接車（GT6）に置き換えられた。
その後、郊外路線を運営していた各事業者は2012年4月1日に清算され、43号線を含む各路線はウッチ市電の運営を受け継いだウッチ市交通会社（MPK-Łódź Sp. z o.o.）へと移管された。これに合わせて老朽化が進んだコンスタル803Nが営業運転から撤退し、代わりにウッチ市電の他系統で用いられている車両の使用が行われるようになった。更に一部区間については近代化工事が行われたものの、それ以上の施設の更新は実施されず、年を経るごとに線路の状態の悪化が深刻な状況となった。そして2019年、ウッチ市交通会社は施設の老朽化や資金不足を理由にルトミエルスク方面の路線の廃止を決定し、同年3月2日に実施されたさよなら運転をもって一旦営業運転を終了した。

## 復活計画
2020年、ウッチとコンスタンティヌフ・ウツキの両自治体当局は、廃止された路線のうちコンスタンティヌフ・ウツキまでの全長約7 kmの区間に関しての再建および近代化に関する合意を結び、2022年から両市からの投資を受け、線路や電停の改修、橋梁の建設といった本格的な工事が始まった。そして2024年7月1日から43号線の営業運転が再開された。ただし線路が繋がっていないためウッチ市内への直通運転は行われておらず、折り返し用のループ線もないため両運転台の超低床電車が使用されている。
一方、コンスタンティヌフ・ウツキからルトミエルスクへの区間については、両自治体の資金供出の面で合意が出来なかったため、運行再開は2024年時点で実現していない。